# Архистратиг Михаил (Куровский)
Архистрати́г Михаи́л — скульптура архангела Михаила — небесного покровителя Киева. Архитекторы Георгий Куровский, Владимир Приймак, Руслан Кухаренко, скульптор Николай Олейник.
Скульптура представляет собой фигуру архангела в виде худощавого юноши в полный рост, одетого в длинный развевающийся плащ. В правой руке у архангела меч, а в левой — щит.
Первоначально скульптура была установлена в Киеве на площади Независимости, перед входом в Главпочтамт (сейчас на этом месте расположен постамент с глобусом). Скульптура стояла на колонне из белого мрамора, привезенного из Италии.
В 2001 году было принято решение заменить скульптуру на более внушительную и её убрали с площади. При демонтаже скульптуры из постамента вывалился большой камень и покалечил несколько человек. Вместо неё на вновь построенных на площади Лядских воротах была установлена скульптура работы Анатолия Куща. Киевлянам новая скульптура не понравилась. Власть и духовенство в дальнейшем высказали мнение о необходимости её смены на другую.
Скульптуру планировали подарить Харькову в годовщину его 350-летия, но в итоге памятник подарили Донецку. Донецк взамен подарил Киеву копию пальмы Мерцалова.
Скульптура была установлена в мае 2002 года у Свято-Преображенского собора в Донецке. При открытии присутствовал городской голова Киева Александр Омельченко.
На постаменте памятника надпись на украинском языке:

Архангел Михаил
Пусть хранят вас
силы небесные!
Жители г. Киева дончанам
от чистого сердца
Май 2002 г.
Оригинальный текст (укр.)Архангел Михаїл
Хай бережуть вас
сили небесні!
Мешканці м. Києва донеччанам
від щирого серця
Травень 2002 р.